# Lago di Banyoles
Il lago di Banyoles (in catalano Estany de Banyoles, in spagnolo lago de Bañolas) è il lago più grande della Catalogna, ed è compreso nella provincia di Girona. È il principale simbolo della città di Banyoles. Il lago con il suo bacino è considerato l'insieme carsico più esteso della Spagna, ed è un sistema di notevole importanza ambientale.
Situato nella parte ovest del territorio comunale di Banyoles, fu dichiarato parte del Piano degli Spazi di Interesse Naturale da parte della Generalitat de Catalunya. Nel 2003 fu incluso nella lista Ramsar delle zone umide di importanza internazionale, e vari collettivi hanno richiesto l'istituzione di un parco naturale.

## Formazione del lago e del bacino
Il lago di Banyoles è di origine tettonica e carsica. Si formò nel Quaternario, circa 250000 anni fa. I movimenti tettonici prodotti dalla formazione dei Pirenei aprirono la faglia dell'Empordà. L'erosione ed altri fenomeni geologici crearono la zona lacustre.
Il primo lago di Banyoles aveva un'estensione molto superiore all'attuale, inondando le rive circa 6-8 metri più in alto rispetto al livello attuale delle acque.

## Origine delle acque

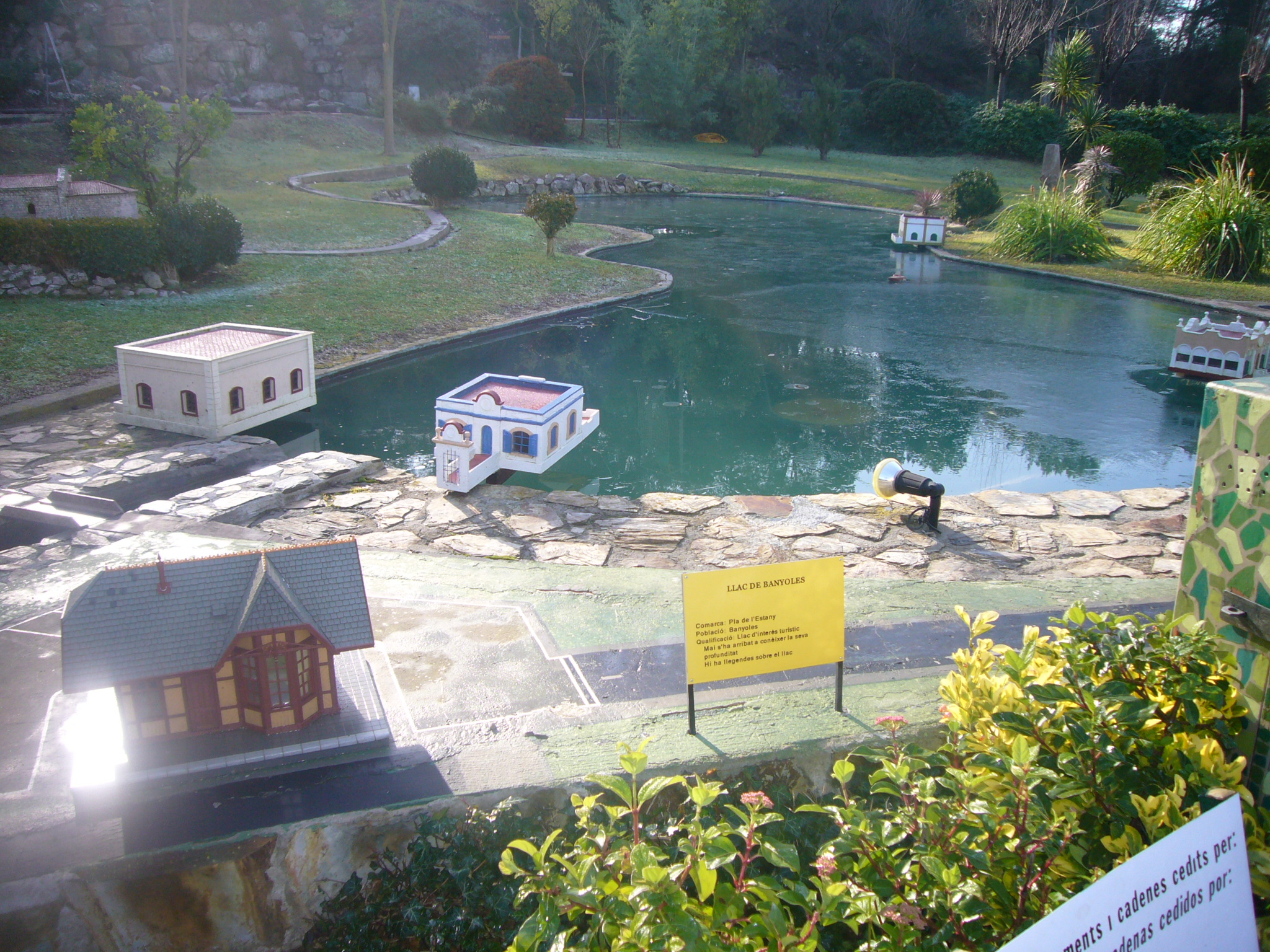
Plastico del lago, a Catalunya en Miniatura

Molti scienziati ritengono che l'origine delle acque del lago è relazionata con le perdite dei fiumi Ter e Fluvià. Gli studi effettuati nel XX secolo dimostrano che il lago si alimenta di forma sotterranea dalle falde provenienti da nord e da ovest, nella zona dell'Alta Garrotxa.
L'acqua del lago di Banyoles proviene dall'Alta Garrotxa, dove si infiltra e scorre attraverso una serie di canali sotterranei collegati con le falde. L'acqua emerge a tre livelli differenti formando il bacino lacuale, che è composto dai fiumiciattoli di Espolla e Usall, la laguna di Sant Miquel de Campmajor ed il lago di Banyoles, però vi è anche acqua superficiale che scorre verso il lago, attraverso i torrenti di Estunes, Vilà, Deus, Marquès, Tanyers, Castellana, Can Morgat e Lio, che apportano circa il 10% delle acque del lago.

## Sport
Nel 1992 fu adattato per disputare le competizioni di canottaggio dei giochi olimpici di Barcellona, dotandolo di installazioni temporanee: il campo di regata, tribune provvisorie con 4.500 posti a sedere, una torre di 14 m per le telecamere ed il fotofinish e le installazioni del Club Natació Banyoles furono usate come centro amministrativo e di servizi.
Nel 2004 fu teatro dei campionati del mondo di canottaggio.

## Mostro del lago
Così come succede per altri laghi come il Loch Ness, a Banyoles esiste una leggenda popolare secondo cui furono per prime le truppe di Carlomagno che, approfittando della sosta nella città di Gerona, si avvicinarono a Banyoles per cercare di ucciderne il drago, e che fu l'Imperatore, pieno di ardore guerriero, a dover chiedere aiuto a Sant'Emeterio, un monaco francese che giunse nelle terre di Girona con lui per combattere i Mori. Quando la bestia uscì dal suo rifugio rimase paralizzata osservando quel piccolo uomo che non smetteva di pregare e, come se si trattasse di un cagnolino, lo seguì fino alla piazza. Dopo questo fatto, il santo autore del miracolo fondò il monastero di Santo Stefano di Banyoles, prima di andare a vivere in una grotta in mezzo ad un denso bosco da cui non era possibile sapere se fosse dì o notte. Il mostro tornò al lago, dove si dice che viva tuttora, anche se nessuno lo ha visto.